# 阿农
阿农（法語：Hasnon，法語發音：[anɔ̃]）是法国上法兰西大区北部省的一个市镇，位于该省中东部，属于瓦朗谢讷区。

## 地理
阿农（50°25'16"N, 3°23'12"E）面积12.74 平方千米，位于法国上法蘭西大區北部省，该省份为法国最北部的省份及最长的省份，西北濒北海，西接加来海峡省，南至埃纳省和索姆省，东与比利时接壤。
与阿农接壤的市镇（或旧市镇、城区）包括：米隆福斯、瓦莱尔斯、蒂卢瓦莱马尔谢讷、旺迪尼-阿马日、瓦尔兰、埃莱姆、赖姆、圣阿芒莱索。

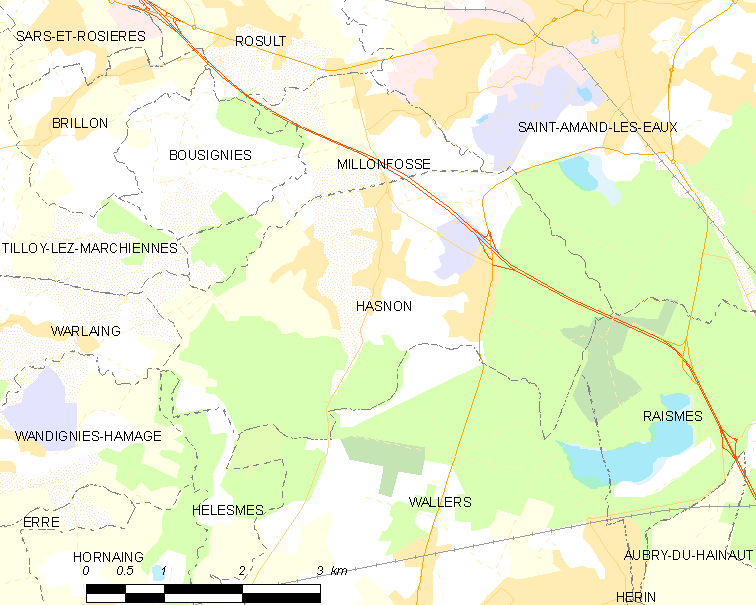
阿农的OSM定位图

阿农的时区为UTC+01:00、UTC+02:00（夏令时）。

## 行政
阿农的邮政编码为59178，INSEE市镇编码为59284。

## 政治
阿农所属的省级选区为圣阿芒莱索县。

## 人口

1962-2008年间阿农人口变化图示

阿农于2022年1月1日时的人口数量为3853人。